# علی بن ابی‌بکر سقاف
علی بن ابی‌بکر سقّاف (۱۴۱۵ - ۱۴۸۹م) (علی بن ابی‌بکر بن عبدالرحمن سَقّاف) فقیه، زبان‌شناس و اخترشناس یمنی بود که به شعر نیز روی آورد. نسبش متصل به جعفر صادق بوده‌است. «معارج الهدایة»، «البرقة المُشقیة فی إلباس الخرقة الانیقة»، «الدُرّ المدهش البهی فی مناقب الشیخ سعد بن علی»، «کتاب فی علم المیقات» و «کتاب النکاح» از آثار اوست.